# Ключ (Опольське воєводство)
Ключ (пол. Klucz, нім. Klutschau) — село в Польщі, у гміні Уязд Стшелецького повіту Опольського воєводства.
Населення — 190 осіб (2011).

## Демографія
Демографічна структура станом на 31 березня 2011 року:
|          | Загалом | Допрацездатний вік | Працездатний вік | Постпрацездатний вік |
| -------- | ------- | ------------------ | ---------------- | -------------------- |
| Чоловіки | 96      | 22                 | 58               | 16                   |
| Жінки    | 94      | 16                 | 50               | 28                   |
| Разом    | 190     | 38                 | 108              | 44                   |